# Ambeodontus retiferus
Ambeodontus retiferus là một loài bọ cánh cứng trong họ Cerambycidae.